# 30174 Hollyjackson
30174 Hollyjackson este un asteroid din centura principală de asteroizi.

## Descriere
30174 Hollyjackson este un asteroid din centura principală de asteroizi. A fost descoperit pe 5 aprilie 2000 la Socorro, New Mexico, în cadrul proiectului LINEAR. Asteroidul prezintă o orbită caracterizată de o semiaxă mare de 2,26 ua, o excentricitate de 0,08 și o înclinație de 1,8° în raport cu ecliptica.